# Jean Baptiste Assenede
Jean Baptiste Assenede (ook Jan Baptist Assenede, Jean Baptiste Assenie of Jean Baptiste Asseny, bijnaam Lantaren) was een Vlaams kunstschilder uit de baroktijd die in Italië werkte in het midden van de 17e eeuw. Geen werken van zijn hand zijn vandaag bekend.

## Levensloop
Er zijn erg weinig details van zijn leven bekend.  Hij werd geboren in Doornik in de eerste helft van de 17de eeuw. Hij wordt in Rome vermeld in de periode 1646-1655. Hier werd hij lid van de Bentvueghels, een vereniging van voornamelijk Nederlandse en Vlaamse kunstenaars werkzaam in Rome. Zijn bijnaam (de zogenaamde 'bentnaam') was 'Lantaren'.